# Ovogeneză
Ovogeneza, ori oogeneza, este procesul de diferențiere și dezvoltare a ovulului, ale unui organism femel, într-o celulă capabilă de a fi fertilizată de către gametului mascul. Procesul de ovogeneză se realizează prin dezvoltarea oocitului primar prin maturare. Oogeneza este inițiată încă din faza embrionică la organismele de sex feminin. 
La ambele sexe, una din cele două diviziuni de maturație este reducțională cromozomial, prin procesul numit meioză. Ca atare, nucleul ovului matur (precum spermatozoidul, în cazul masculin) va avea doar jumătate din cromozomii tipici, caracteristici acelei specii. În acest caz, cei doi gameți, feminin și masculin se găsesc în fază haploidă.
Fenomenul similar al organismelor masculine, care se înmulțesc prin reproducere sexuată, se numește  spermatogeneză.

## Oogeneza la mamifere

Diagrama indică procesul de reducere cromozomială în procesul de maturizare al ovulului. (La mamifere, primul corp polar este, în mod normal, dezintegrat. Ca atare, doar două corpuri polare sunt produse.)

## Alte articole de consultat
- Anizogamie
- Evoluția reproducerii sexuate
- Glosar de biologie
- Fertilitate oncologică
- Infertilitate
- Infertilitate feminină
- Meioză
- Oocit
- Oogoniu
- Reproducere sexuată
- Sistemul de reproducere feminin
- Sistemul de reproducere masculin
- Sistemul de reproducere uman
- Spermatogeneză